# Chwalibogowo (powiat słupecki)
Chwalibogowo – wieś w Polsce położona w województwie wielkopolskim, w powiecie słupeckim, w gminie Strzałkowo.
W latach 1975–1998 miejscowość należała administracyjnie do województwa konińskiego.
We wsi znajduje się zabytkowy park dworski z 1 połowy XIX w., nr rej.: 426/168 z 4.09.1989 r.